# Idiasta curtimembrum
Idiasta curtimembrum är en stekelart som beskrevs av Fischer 2004. Idiasta curtimembrum ingår i släktet Idiasta och familjen bracksteklar. Inga underarter finns listade i Catalogue of Life.